# Пэ, Генриетта ван
Генриетта ван Пэ (нидерл. Henriëtta van Pee; 5 декабря 1692, Амстердам, Республика Соединённых провинций — 3 октября 1741, Харлем, Республика Соединённых провинций) — художница «Золотого века голландской живописи». Известна как живописец-миниатюрист.

## Биография
Генриетта ван Пэ родилась в Амстердаме в семье живописца и торговца произведениями искусства Теодора ван Пэ (1668—1746) и Корнелии Питерс ван Бассевельде. Она происходила из семьи потомственных художников: её дед Ян ван Пэ (ок. 1640—1710) и прадед Эмануэль ван Пэ (ок. 1600—1657) также были художниками и торговцами произведениями искусства. Генриетта училась живописи у отца и его ученика, художника Германа Вольтерса (1682—1755), за которого она вышла замуж 20 апреля 1719 года. После свадьбы Вольтерс стал торговцем картинами своего тестя, а также помогал жене в написании её собственных портретных миниатюр. Считается также, что Генриетта брала уроки у немецкого художника французского происхождения Якоба Кристофа Леблона, рисовальщика и гравёра на меди, у которого она научилась миниатюрной живописи.
Брак был бездетным. Генриетта ван Пэ около года (1734/1735) жила в Гааге, где писала портреты богатых и известных людей. После этого она вернулась в Амстердам, а в 1739 году вместе с мужем переехала в Харлем, где жила в Провенирсхёйсе, по соседству с драматургом Питером Лангендейком и финским гигантом Даниэлем Каянусом. В то время в Провенирсхофе останавливались многие известные путешественники.
Генриетта ван Пэ скончалась в возрасте 49 лет. Биография художницы написана Яном ван Голом и Жаном-Батистом Деканом.

## Творчество
Художнице удалось приобрести европейскую известность. Во время пребывания в Амстердаме её посетили российский император Пётр I и прусский курфюрст Фридрих Вильгельм I. Высокие покровители предлагали ей стать придворным художником, но она отказалась. Созданные Генриеттой миниатюрные портреты хорошо продавались и имели высокие цены. Её слава как портретистки росла, и члены королевских семей со всей Европы приезжали в её мастерскую за своими портретами. Генриетта известна также копиями картин других художников, в первую очередь Адриана ван де Велде и Антониса Ван Дейка. Её ученицей была художница Мария Махтельд ван Сипестейн (1724—1774).

## Галерея

Автопортрет в овале. Бумага, карандаш
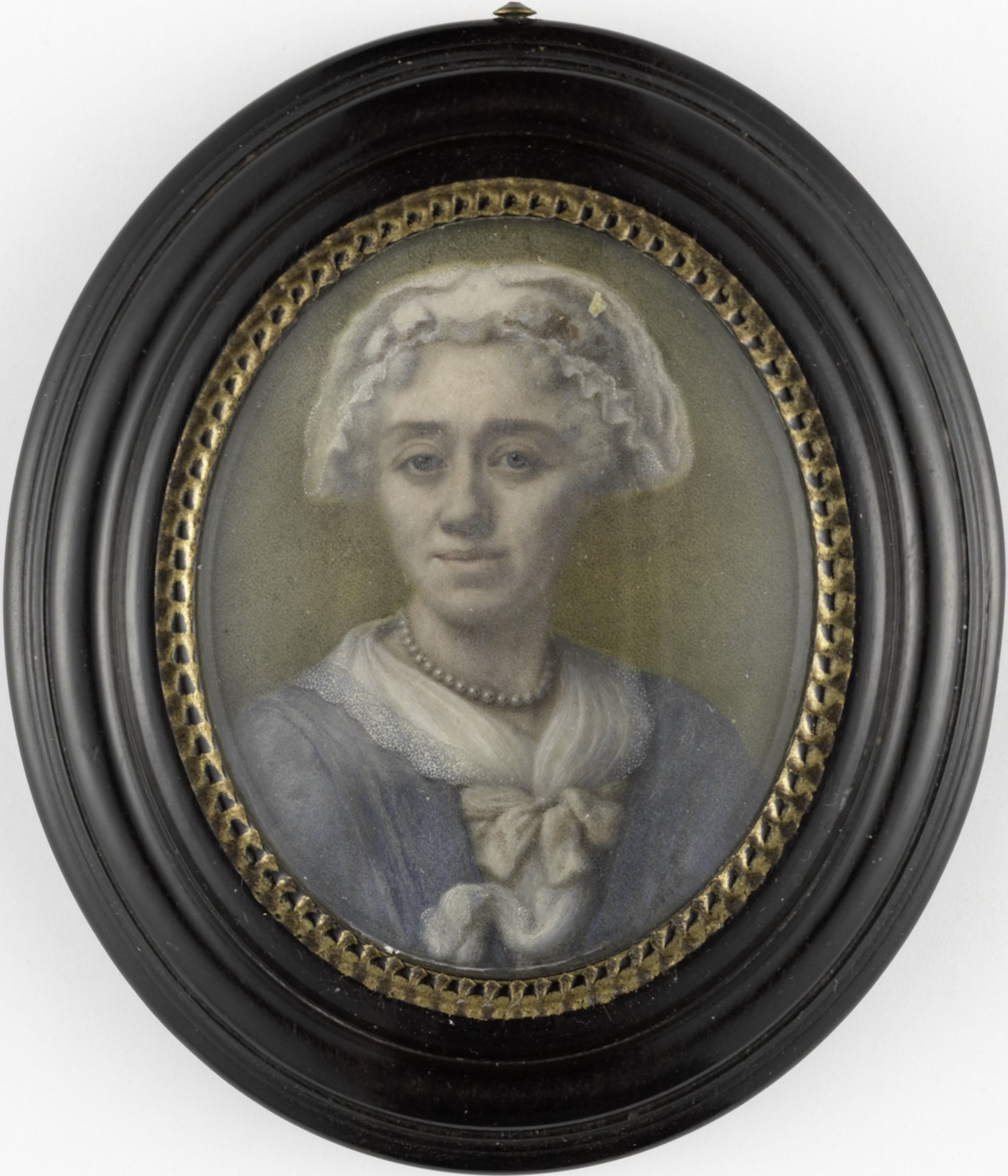
Автопортрет. 1732. Слоновая кость, акварель под стеклом. Рейксмюсеум, Амстердам
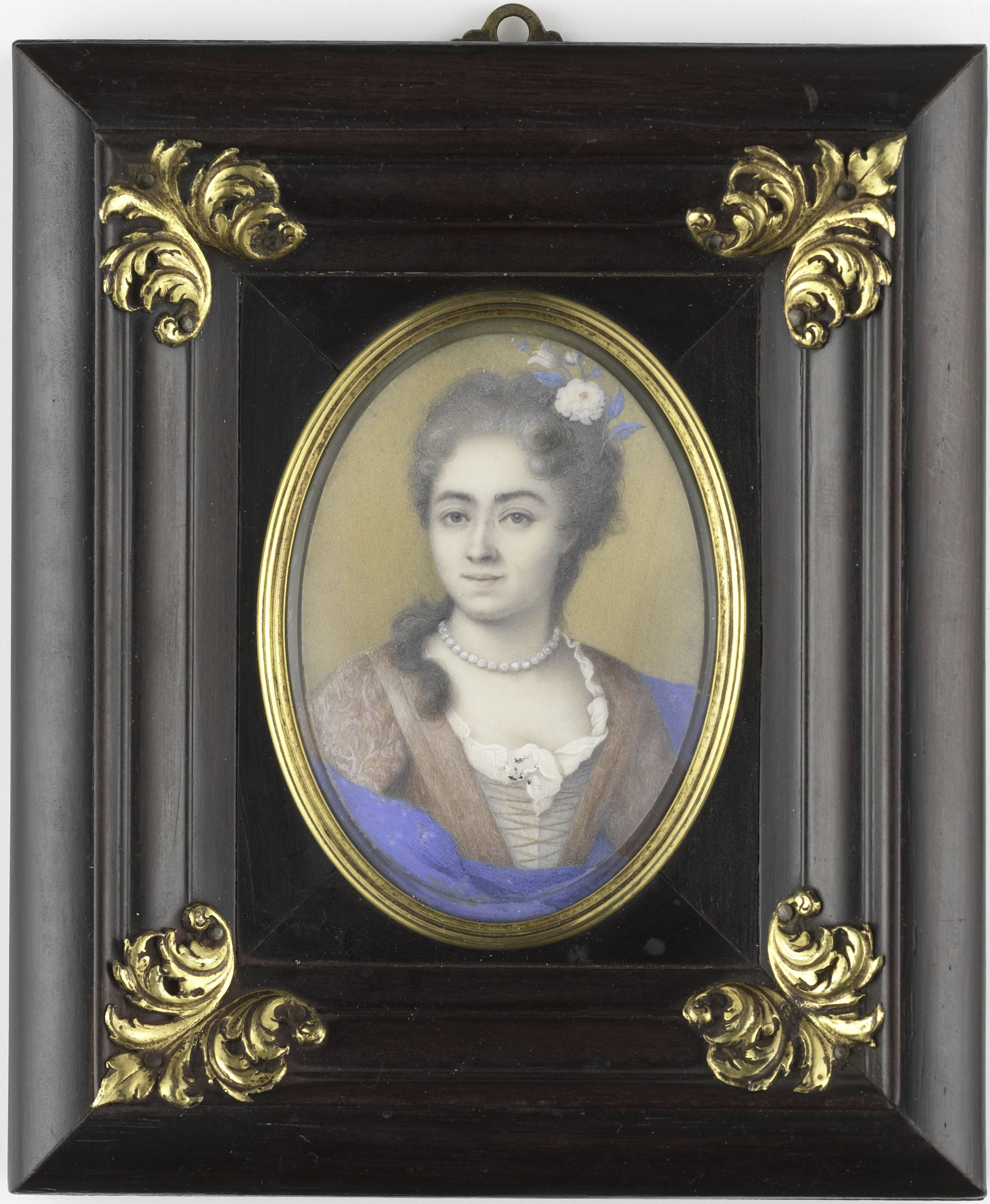
Автопортрет. 1719. Слоновая кость, акварель под стеклом. Рейксмюсеум, Амстердам
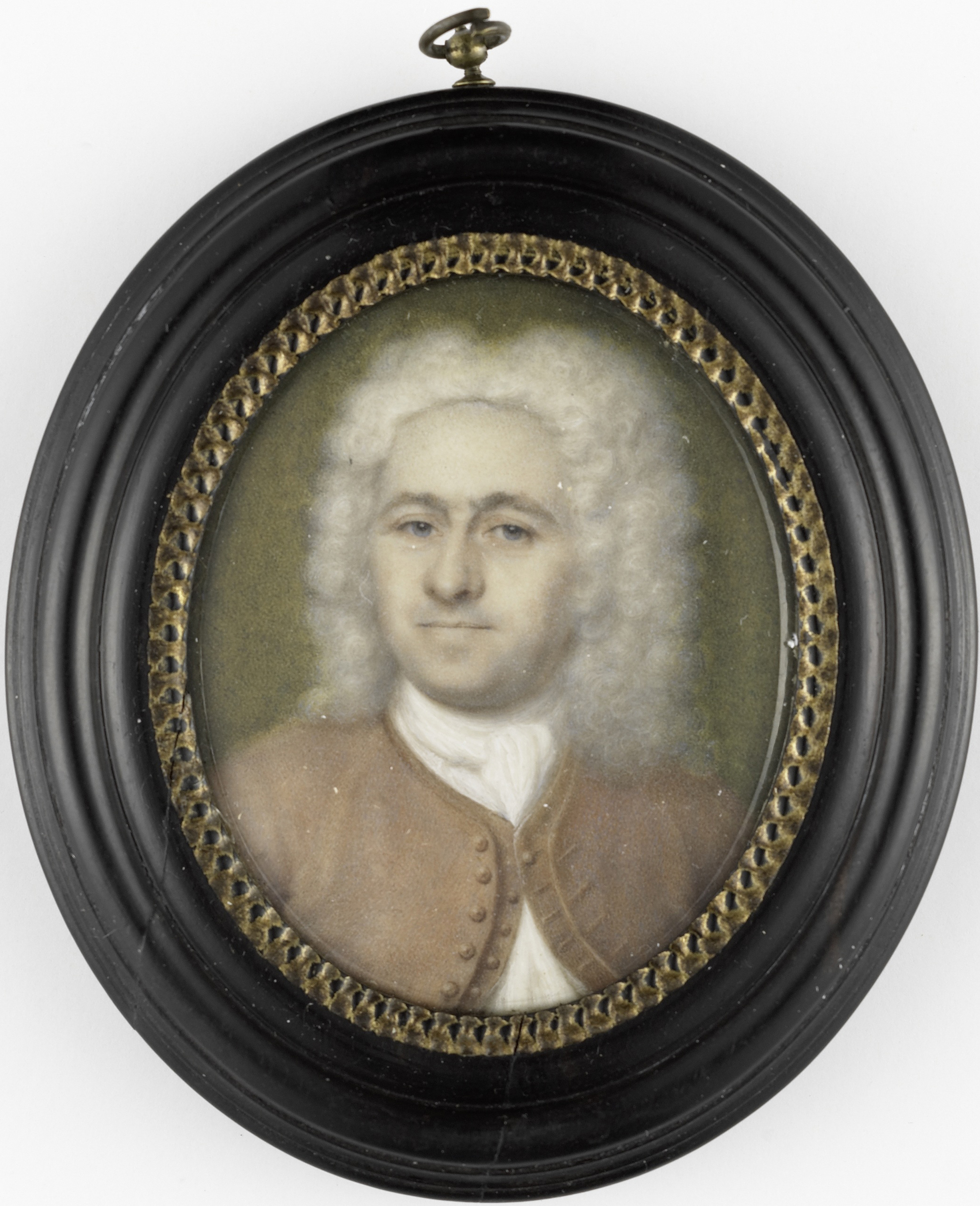
Герман Вольтерс. 1726. Слоновая кость, акварель под стеклом. Рейксмюсеум, Амстердам
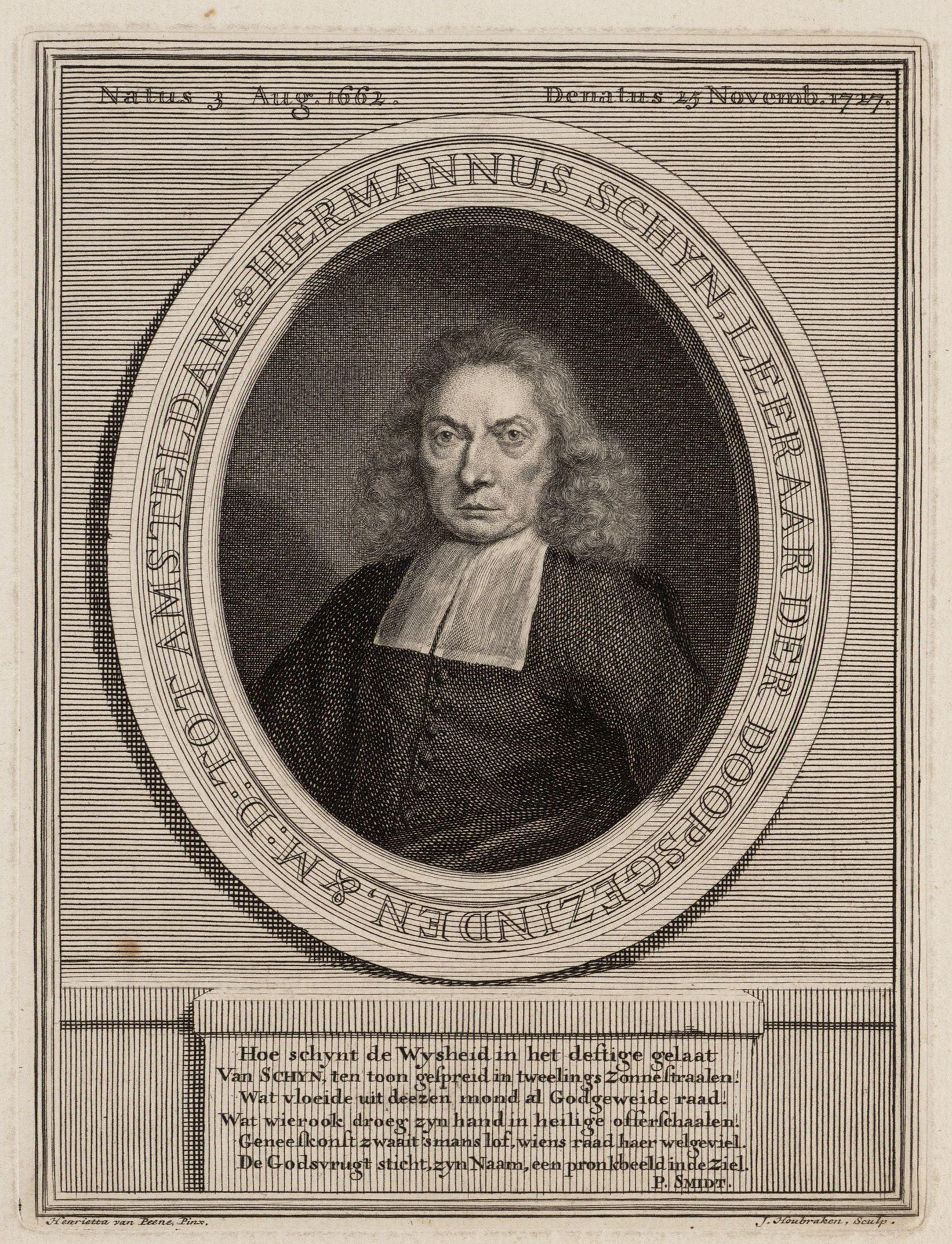
Я. Хоубракен. Портрет Германа Шейна. Офорт по рисунку Г. ван Пэ. 1728. Городской архив, Амстердам
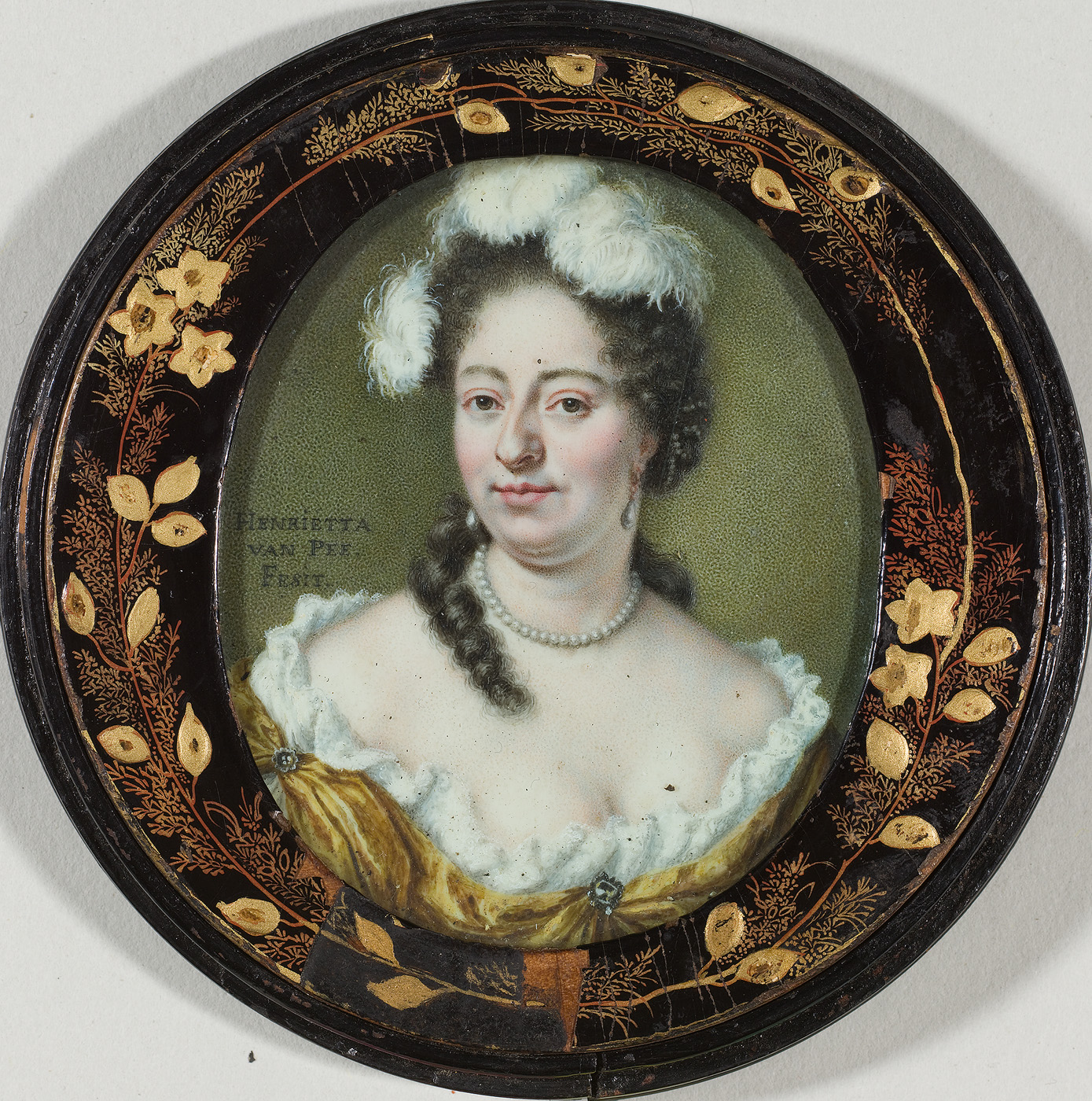
Магдалина де ла Кур. Между 1700 и 1750. Бумага, темпера под стеклом. Исторический музей, Амстердам